# Рожковичи (Сумская область)
Рожковичи (укр. Рожковичі) — село, Рожковичский сельский совет,
Середино-Будский район, Сумская область, Украина.
Является административным центром Рожковичского сельского совета, в который, кроме того, входят сёла Нововладимировка,Порохонь и Сытное.

## Географическое положение
Село Рожковичи находится на левом берегу реки Знобовка в месте впадения в неё реки Нивень,
на противоположном берегу — село Нововладимировка.

## История
Точное время основания села неизвестно. По одной из версий, выдвинутых в начале XX века местным священником Николаем Зайчевским, оно было основано в конце XV – начале XVI века. В доказательство этого он ссылался на церковную летопись рожковичской Михаило-Архангельской церкви, согласно которой рожковичский приход существовал «с конца XV или начала XVI столетия».
По другой версии, поддерживаемой брянскими исследователями А.М. Дубровским и А.А. Иваниным, Рожковичи возникли в XVII веке. Аналогичной точки зрения придерживались и авторы «Історії міст і сіл Української РСР. Сумська область».
Первое известное нам упоминание о Рожовичах относится к 1638 году. Оно содержится в челобитной новгород-северского писаря Ростошки о продаже его крестьянином в сёлах Комарицкой волости, в том числе и в деревне Рожковичи, пищалей, одежды и вина.
На указанный момент Рожковичи были деревней и в них не было церкви. Это даёт повод усомниться в правдивости утверждения Николая Зайчевского о существовании рожковичского прихода с конца XV или начала XVI столетия и предположить, что Рожковичи были основаны в конце XVI – первой половине XVII века, до 1638 года.
До революции Рожковичи находились в удельном ведомстве 315 и никому из помещиков в частную собственность не передавались. Они были значительным населённым пунктом и в 1763 году насчитывали 240 душ мужского пола, в 1782 году – 221 мужчину и 209 женщин, в 1796 году – 246 мужчин и 249 женщин, в 1866 году – 92 двора и 728 жителей, в 1877 году – 81 двор и 863 жителя, а в 1897 году – 942 жителя.
В начале XX века Рожковичи состояли из одной широкой улицы, тянувшейся по левому берегу реки Знобовки, и насчитывали 148 дворов, в которых проживали 543 мужчины и 536 женщин.
Большинство местных жителей того времени в летнюю пору занимались сельским хозяйством, а зимой одна часть мужчин работала на Хутор-Михайловском сахарном заводе, другая – промышляла извозом сахара из Хутор-Михайловского сахарного завода в Орёл, Курск и другие населённые пункты, а третья – работала в казённых лесах. Однако их доход был незначительным, и большинство рожковичских крестьян жили бедно.
В Рожковичах действовал православный храм с одним престолом во имя Архистратига Михаила, который впервые упоминается в документах, датированных 1782 годом. Михаило-Архангельский храм был деревянным, с пятиярусным резным иконостасом, и имел свой приход, который в 1903 году насчитывал 1061 верующего. По преданию, в храме хранилась местночтимая древняя копия с иконы Корсунской Божьей Матери в большом резном киоте и два Евангелия – 1677 и 1775 гг. издания.
С 1866 года при церкви функционировала школа грамоты, которая была открыта священником Павлом Музалевским. Изначально она находилась в церковной сторожке, а в начале XX века для неё было построено новое помещение, в котором 1 января 1909 года обучалось 46 мальчиков и 18 девочек.
В 1863–1865 гг. в Рожковичах произошло несколько пожаров, которыми были уничтожены дома всех местных жителей.
До революции Рожковичи входили в состав Подывотской волости Севского уезда Орловской губернии, с 1920 года – Подывотской волости Севского уезда Брянской губернии, с 1925 года – Хинельской волости Севского уезда Брянской губернии, а после принятия Президиумом ЦИК СССР постановления от 16 октября 1925 года «Об урегулировании границ УССР с РСФСР и БССР» были переданы в состав Украины.
В советский и постсоветский период Рожковичи оставались значительным населённым пунктом и в 1926 году насчитывали 283 двора, в которых проживало 1538 жителей.
Население по переписи 2001 года составляло 368 человек.

## Происхождение названия
О происхождении названия населённого пункта каких-либо точных сведений не сохранилось. По мнению местного священника Николая Зайчевского, «название села происходит от слова ражий (красивый), или от слова рог (рожки) – от образующих форму рогов двух небольших ручейков, сливающихся вверху села вместе и составляющих речку Знобовку».